# Desastre del puente del Tay
El desastre del puente del Tay ocurrió durante una violenta tormenta el domingo 28 de diciembre de 1879, cuando el primer puente ferroviario del Tay colapsó mientras era atravesado por un tren que circulaba de Burntisland a Dundee, resultando muertos todos sus ocupantes. El puente, diseñado por Sir Thomas Bouch, utilizaba tramos de celosía metálica sobre pilares reticulados de hierro, con columnas de fundición de hierro y refuerzos transversales de hierro forjado. Los pilares eran más estrechos y el refuerzo transversal era menos robusto que en sus diseños anteriores similares.
Bouch había buscado el asesoramiento de expertos sobre ingeniería eólica al diseñar su propuesta de un puente ferroviario sobre el fiordo de Forth; pero de acuerdo con los conocimientos de la época, como resultado de ese consejo no había tenido en cuenta explícitamente la carga de viento en el proyecto del puente del Tay. Además, había otros fallos en el diseño de algunos detalles, en el mantenimiento del puente y en el control de calidad de las piezas de fundición, aspectos todos ellos, al menos en parte, responsabilidad de Bouch.
Menos de un año después del desastre, Bouch falleció, con su reputación completamente arruinada. Como consecuencia del accidente, los futuros diseños de puentes británicos deberían resistir cargas de viento de hasta 56 libras por pie cuadrado (2,7 kPa), y se descartó el diseño de Bouch propuesto para el puente de Forth.

## El puente

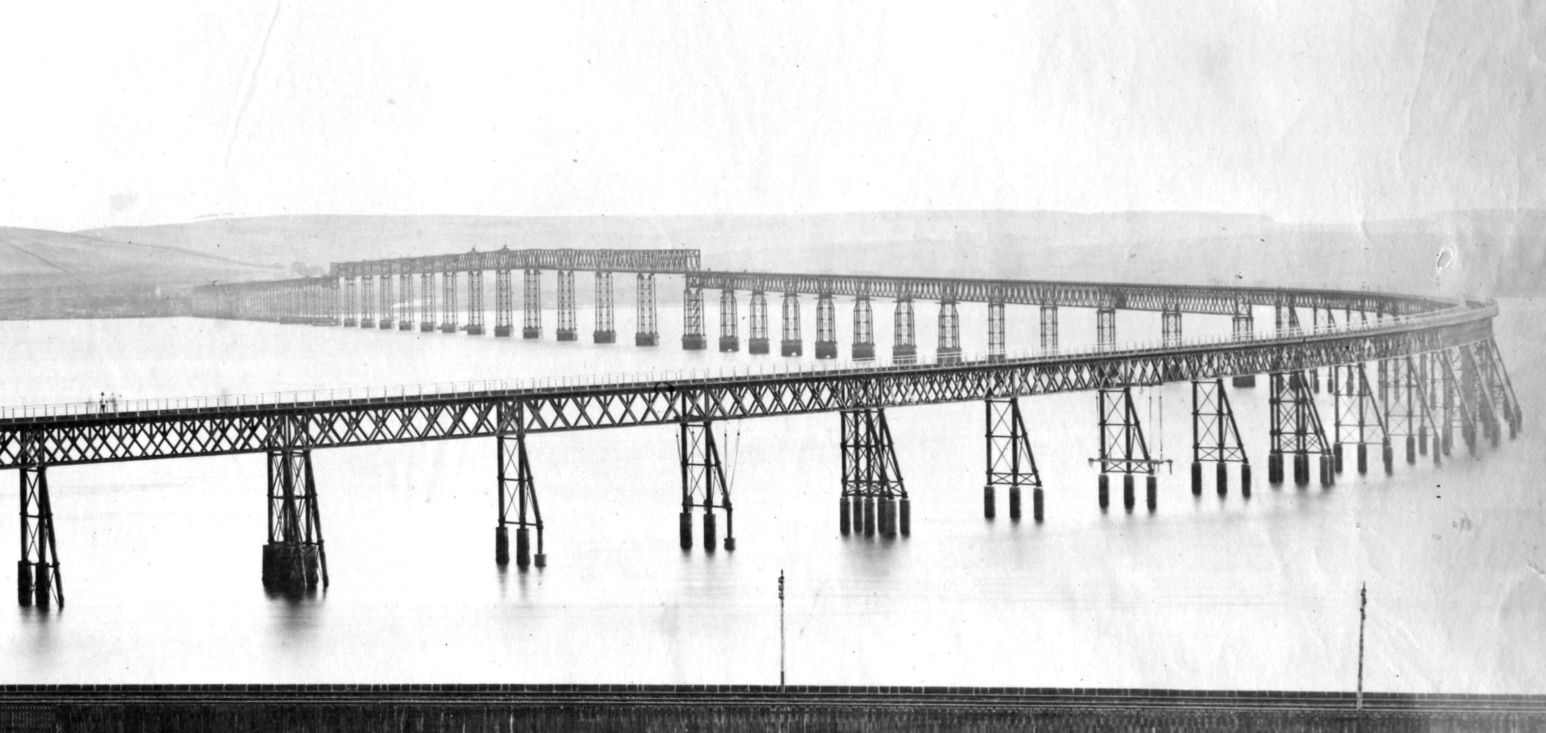
Puente original del Tay, visto desde el norte

La construcción de un puente que se sostendría sobre pilares de ladrillo que descansaban sobre el lecho de roca comenzó en 1871. Las perforaciones de prueba habían demostrado que el lecho de roca no se encontraba a gran profundidad debajo del río. En cada extremo disponía de vigas de celosía, cuya parte superior estaba al nivel de los estribos, con el ferrocarril de vía única en la parte superior. Sin embargo, en la sección central del puente las vigas de celosía estaban colocadas por encima del nivel de los estribos (con el ferrocarril dentro de ellas) para poder disponer del espacio libre necesario para permitir el paso de veleros a Perth.
Sin embargo, el lecho de roca estaba mucho más profundo de lo que habían mostrado las perforaciones de prueba, y Bouch tuvo que rediseñar el puente, con menos pilares y en consecuencia vigas de luz más larga. Los cimientos de los pilares se debieron construir hundiendo cajones de hierro forjado revestidos de ladrillos en el lecho del río y rellenándolos con hormigón. Para reducir el peso que tenían que soportar, Bouch utilizó pilares reticulares de hierro de celosía abierta: cada apoyo tenía múltiples columnas de hierro fundido que soportaban el peso de las vigas puente. Tirantes horizontales de hierro forjado y tirantes diagonales unían las columnas en cada pilar para proporcionar rigidez y estabilidad al conjunto.
El concepto básico era bien conocido, pero en el puente del Tay, las dimensiones de los pilares estaban limitadas por el tamaño de los cajones. La parte más alta del puente estaba formada por trece vanos de vigas de celosía. Para adaptarse a la expansión térmica, solo en tres de sus catorce pilares había una conexión fija desde el pilar hasta las vigas. Por lo tanto, había tres tramos de vigas altas enlazadas entre sí, estando los tramos de cada división conectados internamente, pero no así con los tramos vecinos. Las divisiones sur y central estaban casi niveladas, pero la división norte descendía hacia Dundee en pendientes de hasta 1 en 73 (13,7 milésimas).
El puente fue construido por Hopkin Gilkes and Company, una empresa de Middlesbrough que había trabajado anteriormente con Bouch en viaductos de hierro. Gilkes, que primero tenía la intención de producir todo el trabajo de hierro en Teesside, utilizó una fundición en Wormit para producir los componentes de hierro fundido y para llevar a cabo un mecanizado limitado posterior a la fundición. Gilkes tenía algunas dificultades financieras: la compañía dejó de cotizar en 1880, y su liquidación comenzó en mayo de 1879, poco antes del desastre. El hermano de Bouch había sido director de Gilkes, y los tres habían sido colegas en el Ferrocarril de Stockton y Darlington 30 años antes; a la muerte de Gilkes en enero de 1876, Bouch había heredado acciones valoradas en 35.000 libras esterlinas, pero también debía una garantía de 100.000 libras esterlinas de préstamos de Gilkes, de los que no pudo liberarse.
El cambio en el diseño aumentó el costo y requirió demoras, intensificadas después de que dos de las vigas altas cayeron cuando se estaban izando para ser colocadas en su lugar en febrero de 1877. La primera locomotora cruzó el puente en septiembre de 1877. Se llevó a cabo una inspección de la Junta de Comercio durante tres días de buen tiempo en febrero de 1878; el puente se autorizó para el uso del tráfico de pasajeros, sujeto a un límite de velocidad de 25 mph (40 km/h). El informe de inspección señaló que:
Cuando vuelva a visitar el lugar, desearía, si es posible, tener la oportunidad de observar los efectos del viento fuerte cuando un tren de vagones pasa por el puente.
El puente se abrió para los servicios de pasajeros el 1 de junio de 1878. Bouch fue nombrado caballero en junio de 1879, poco después de que un ferrocarril con la reina Victoria a bordo hubiera cruzado el puente.

## Desastre
En la noche del domingo 28 de diciembre de 1879, una violenta tempestad (10 a 11 en la Escala de Beaufort) soplaba virtualmente en ángulo recto con respecto al puente. Testigos declararon que la tormenta era tan fuerte como la peor que hubieran visto en los 20-30 años que habían vivido en el área, y uno la describió como un 'huracán', tan malo como un tifón que había visto en el Mar de China. La velocidad del viento se midió en Glasgow -71 mph (114 km/h; 32 m/s) (promedio de una hora)- y Aberdeen, pero no en Dundee.
Se registraron velocidades del viento más altas en intervalos más cortos, pero en la investigación un testigo experto advirtió de su falta de fiabilidad y se negó a estimar las condiciones en Dundee a partir de lecturas tomadas en otros lugares. Una interpretación moderna de la información disponible sugiere que los vientos soplaron a 80 mph (129 km/h; 36 m/s).
El uso del puente estaba restringido a un tren cada vez por un sistema de bloqueo que usaba un bastón como testigo, que se recogía en una cabina de señales colateral y se entregaba en la otra. A las 7:13 p. m. un tren de ida y vuelta a Burntisland (formado por una locomotora del tipo 4-4-0, su ténder, cinco coches de pasajeros, y un furgón de equipaje) redujo la velocidad para recoger el testigo de la cabina de señales en el extremo sur del puente, y luego se dirigió hacia el viaducto, ganando velocidad.
El señalero se volvió para anotar el paso del tren y luego atendió el fuego de la cabina, pero un amigo suyo observó el tren, que cuando estaba a unas 200 yardas (182,9 m) de la cabina, vio chispas que salían de las ruedas del lado este, que también había visto en el tren anterior. Durante la investigación, John Black testificó que el viento empujaba los coches de forma que las pestañas de las ruedas hacían contacto con los carriles. Black explicó que las barreras de protección internas contra el descarrilamiento eran un poco más altas que las barandillas. Esta disposición sujetaría la rueda buena cuando el descarrilamiento se produjera por la desintegración de una de las dos ruedas de un eje, un riesgo real antes de generalizarse las ruedas de acero, una situación que se había producido en el accidente ferroviario de Shipton-on-Cherwell en la víspera de Navidad de 1874.
Las chispas continuaron durante no más de tres minutos, momento en el que el tren estaba circulando por las vigas altas. En ese punto "se produjo un repentino destello de luz brillante, y en un instante la oscuridad fue total, las luces traseras del tren, las chispas y el destello de luz ... desaparecieron en el mismo instante". El señalero no vio nada de todo esto y no lo creyó cuando se lo contaron. Cuando el tren no apareció en la alineación que salía del puente hacia Dundee, intentó hablar con la cabina de señales en el extremo norte del puente, pero descubrió que se había perdido toda comunicación.
No solo estaba el tren en el río, sino también las vigas altas y gran parte del hierro de sus pilares de apoyo. Los buzos que exploraron los restos más tarde encontraron el tren todavía dentro de las vigas, con la máquina en el interior del quinto tramo de la división sur de 5 tramos. No hubo supervivientes; solo se recuperaron 46 cuerpos pero hubo 59 víctimas conocidas. Se habían recogido cincuenta y seis billetes para Dundee de los pasajeros del tren antes de cruzar el puente. Teniendo en cuenta los abonados de temporada, los billetes para otros destinos y los empleados de los ferrocarriles, se pensaba que 74 o 75 personas iban en el tren. Se ha sugerido que no hubo víctimas desconocidas y que la cifra más alta de 75 surge de un doble recuento en un informe inicial de un periódico, pero la investigación no tomó sus cifras de víctimas del "Dundee Courier", y tomó testimonios jurados e hizo sus propias recuentos.

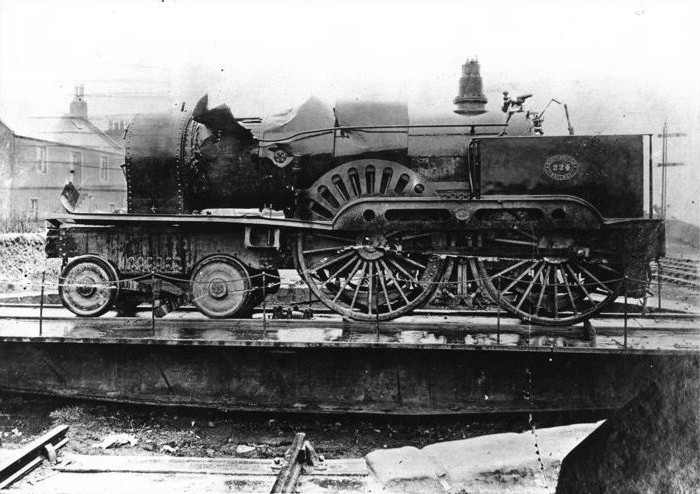
La locomotora cayó de nuevo durante el rescate, pero finalmente se recuperó y volvió a funcionar
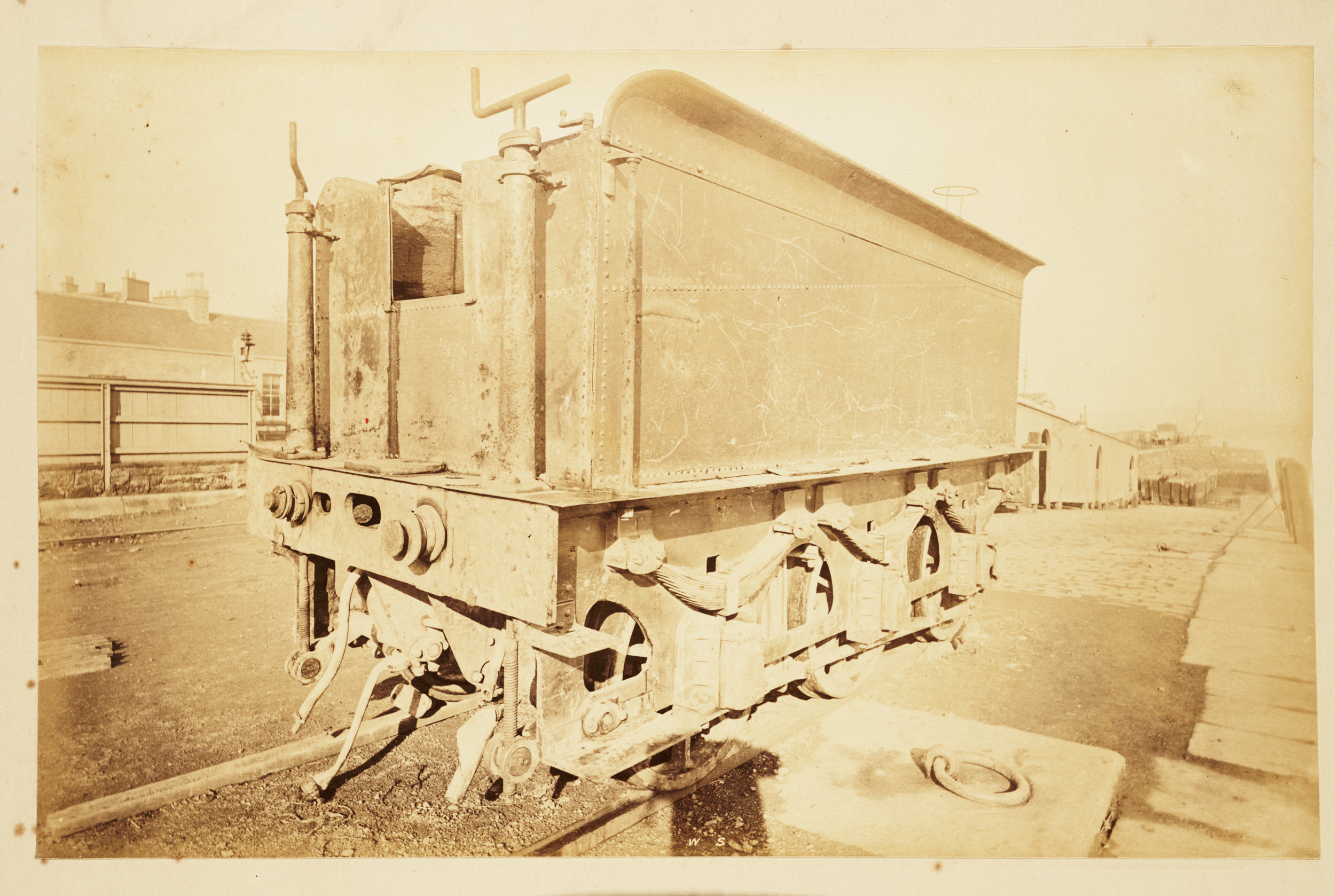
El frontal izquierdo del ténder de la locomotora recuperado
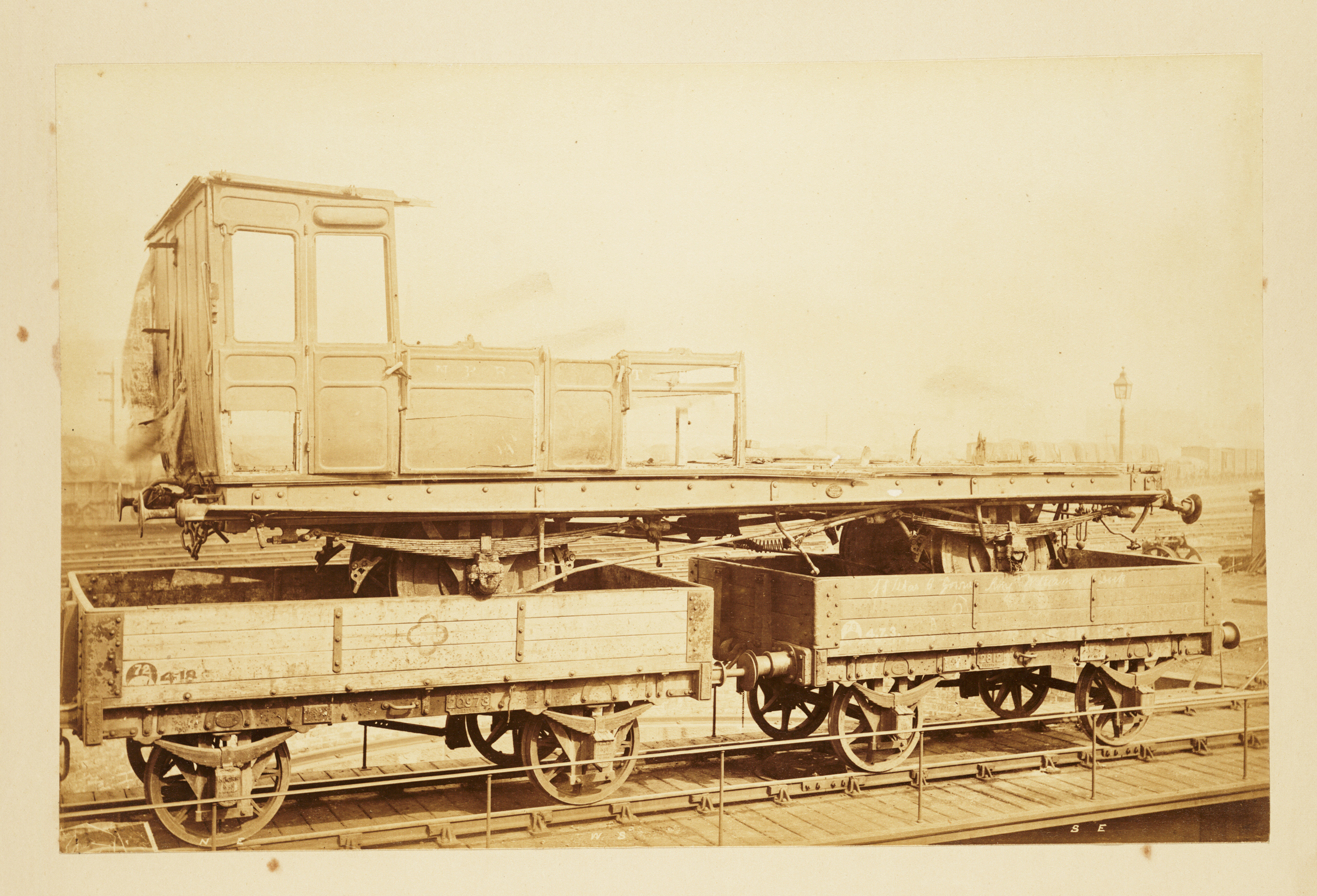
Restos de dos coches de viajeros rescatados
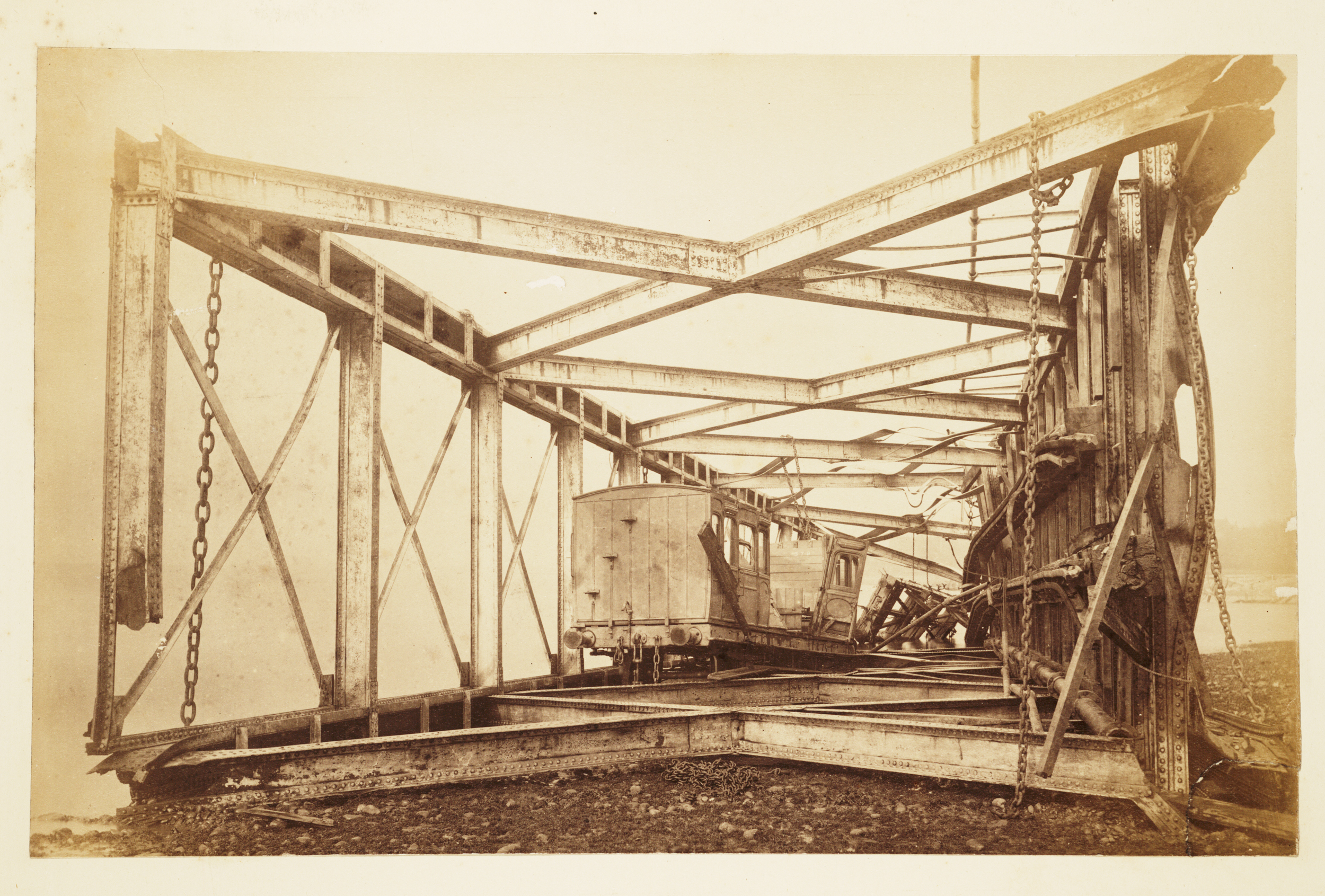
Vigas caídas, con restos de un coche de viajeros de madera

## Tribunal de instrucción

### Evidencias
Se estableció inmediatamente un tribunal de investigación judicial (en virtud de la Sección 7 de la Ley de Regulación de Ferrocarriles de 1871 "sobre las causas y las circunstancias que motivaron" el accidente): Henry Cadogan Rothery, Comisionado de Naufragios, presidente, apoyado por el coronel Yolland (Inspector de Ferrocarriles) y William Henry Barlow, Presidente de la Institución de ingenieros civiles. El 3 de enero de 1880 estaban recabando pruebas en Dundee; luego nombraron a Henry Law (un ingeniero civil calificado) para llevar a cabo investigaciones detalladas. Mientras esperaban su informe, celebraron nuevas audiencias en Dundee (del 26 de febrero al 3 de marzo). Una vez completada la recogida de pruebas, se instalaron en Westminster (del 19 de abril al 8 de mayo) para considerar los aspectos de ingeniería del colapso. Para entonces, el ferrocarril, el contratista y el diseñador tenían representación legal separada, y el Ferrocarril del Norte de Gran Bretaña (NBR) había buscado asesoramiento independiente (por parte de James Brunlees y John Cochrane, ambos ingenieros con amplia experiencia en importantes estructuras de hierro fundido). Los términos de referencia no especificaron el propósito subyacente de la investigación: evitar una repetición, asignar culpas, esclarecer responsabilidades o culpabilidad, o establecer qué había sucedido con precisión. Esto condujo a dificultades (que culminaron en enfrentamientos) durante las sesiones de Westminster. Cuando el tribunal informó de sus conclusiones a finales de junio, había tanto un Informe de investigación firmado por Barlow y Yolland, como un informe redactado por Rothery.

#### Otros testigos presenciales
Dos testigos, que contemplaban las vigas altas desde el norte casi de frente, habían visto las luces del tren hasta la tercera y cuarta vigas altas, cuando desaparecieron; esto fue seguido por tres destellos en las vigas altas al norte del tren. Un testigo dijo que los destellos avanzaron hacia el extremo norte de las vigas altas con aproximadamente 15 segundos entre el primero y el último; mientras que el otro declaró que se produjeron todos en el extremo norte, con menos tiempo entre ellos. Un tercer testigo había visto "una masa de fuego caer desde el puente" en el extremo norte de las vigas altas. Un cuarto dijo que había visto caer una viga al río en el extremo norte de las vigas altas, luego una luz apareció brevemente en las vigas altas del sur, desapareciendo cuando cayó otra viga; no mencionó el fuego ni los destellos.
'Ex-Provost' Robertson tenía una buena vista de la mayor parte del puente desde su casa en Newport-on-Tay, pero otros edificios bloqueaban su visión de las vigas altas del sur. Había visto el tren moverse hacia el puente; luego, en las vigas altas del norte, antes de que el tren pudiera alcanzarlas, vio "dos columnas de vapor iluminadas con la luz, primero un destello y luego otro "y ya no podía ver las luces en el puente; La única conclusión que pudo sacar fue que las columnas de vapor iluminadas, inclinadas de norte a sur unos 75 grados, habían sido iluminadas por las luces del puente mientras giraban.

#### Cómo se usó el puente: velocidad de los trenes y oscilación de la estructura
El exalcalde Robertson había comprado un boleto de temporada entre Dundee y Newport a principios de noviembre y se preocupó por la velocidad de los trenes locales con rumbo norte a través de las vigas altas, que habían estado causando vibraciones perceptibles, tanto verticales como laterales. Después de quejarse en tres ocasiones al jefe de estación en Dundee, sus reclamaciones no afectaron a la velocidad de paso de los trenes. A partir de mediados de diciembre había utilizado su abono de temporada para viajar solamente al sur, utilizando el ferry para los cruces hacia el norte.
Robertson había cronometrado el tren con su reloj de bolsillo, y para darle al ferrocarril el beneficio de la duda había redondeado a los cinco segundos más cercanos. El tiempo medido a través de las vigas (3149 pies (960 m)) era normalmente de 65 o 60 segundos, pero dos veces había sido de 50 segundos. Al observar desde la orilla, había medido 80 segundos para los trenes que viajaban a través del puente, pero no en ninguno en el que hubiera viajado. Los trenes locales que se dirigían al norte a menudo se detenían para evitar retrasos en los expresos, y luego recuperaban el tiempo mientras viajaban por el puente. El gradiente hacia el puente en el extremo norte impedía altas velocidades similares en los trenes locales que se dirigían hacia el sur. Robertson dijo que el movimiento que observó fue difícil de cuantificar, aunque el movimiento lateral, que probablemente fue de 1 a 2 pulgadas (25,4 a 50,8 mm), definitivamente se debió al puente, no al tren, y el efecto fue más marcado a alta velocidad.
Otros cuatro pasajeros del tren confirmaron los tiempos indicados por Robertson, pero solo uno había notado algún movimiento del puente. El jefe de estación de Dundee había transmitido la queja de Robertson sobre la velocidad (no había tenido conocimiento de ninguna preocupación por la oscilación) a los conductores, y luego verificó los tiempos de cabina a cabina (en cualquiera de los extremos del puente el tren viajaba lentamente para recoger o entregar el testigo). Sin embargo, nunca había verificado la velocidad a través de las vigas altas.
Los pintores que habían trabajado en el puente a mediados de 1879 dijeron que temblaba cuando pasaba un tren. Cuando un tren entraba por las vigas altas del sur, el puente se sacudió en el extremo norte, tanto de este a oeste como, más fuertemente, de arriba abajo. El temblor era peor cuando los trenes iban más rápido, lo que hicieron: "cuando el barco Fife estaba muy cerca y el tren solo había llegado al extremo sur del puente, aceleraba su marcha". Un carpintero que había trabajado en el puente de mayo a octubre de 1879 también habló de una sacudida lateral, que fue más alarmante que el movimiento hacia arriba y hacia abajo, y mayor en la unión sur entre las vigas altas y las vigas bajas. No estaba dispuesto a cuantificar la amplitud del movimiento, pero cuando se le insistió dio una cifra de unas 2 a 3 pulgadas (50,8 a 76,2 mm). Cuando se le insistió de nuevo, solo diría que el movimiento era distinto, amplio y notable. Uno de los capataces de pintores, sin embargo, dijo que el único movimiento que había visto había sido de norte a sur, y que había sido menor que 1/2 de pulgada (12,7 mm).

#### Cómo se mantuvo el puente: piezas de enlace tableteantes y pilares agrietados
El Ferrocarril del Norte Británico se encargaba de mantener las vías, pero contó con Bouch para supervisar el mantenimiento del puente, y nombró a Henry Noble como su inspector de puentes. Noble, que era albañil, no ingeniero, había trabajado para Bouch en la construcción del puente.
Mientras revisaba los cimientos de las pilas para ver si el lecho del río estaba siendo limpiado a su alrededor, Noble se había dado cuenta de que algunas barras de unión diagonales estaban 'tableteando', y en octubre de 1878 había comenzado a remediar este problema. El arriostramiento diagonal se realizó mediante barras planas que iban desde una orejeta en la parte superior de la sección de una columna hasta dos placas de eslinga atornilladas a una orejeta en la base de la sección equivalente en una columna adyacente. La barra y las placas de la eslinga tenían una ranura longitudinal a juego. La barra de unión se colocó entre las placas de la eslinga con las tres ranuras alineadas y superpuestas, y luego se introdujo un pivote a través de las tres ranuras y se aseguró. A continuación, se colocaron dos "chavetas" (cuñas de metal) para llenar el resto de la superposición de la ranura y se clavaron con fuerza para tensar la atadura.
Noble había asumido que las chavetas eran demasiado pequeñas y que inicialmente no se habían insertado con suficiente fuerza, pero en las bridas vibrantes las chavetas estaban sueltas, e incluso si se clavaban completamente, no llenaban las ranuras para poner las barras en tensión. Al colocar una pieza de envoltura adicional entre las chavetas sueltas e introducir las chavetas, Noble volvió a apretar las ataduras sueltas, que dejaron de tabletear. Había más de 4000 juntas de chaveta en el puente, pero Noble dijo que solo unas 100 habían tenido que volver a tensarse, la mayoría en octubre-noviembre de 1878. En su última revisión en diciembre de 1879, solo dos amarres habían necesitado atención, ambos en los pilares al norte de las vigas altas. Noble había encontrado grietas en cuatro secciones de columna, una debajo de las vigas altas y tres al norte de ellas, que habían sido atadas con aros de hierro forjado. Noble había consultado a Bouch sobre las columnas agrietadas, pero no sobre el tableteado de las piezas diagonales.

#### Cómo se construyó el puente: la fundición Wormit
Los trabajadores de la fundición de Wormit se quejaron de que las columnas se habían fundido con 'hierro de Cleveland', que siempre contenía escorias; era menos fácil de fundir que el 'buen metal escocés' y era más probable que produjera piezas fundidas defectuosas. Los moldes se humedecieron con agua salada, los núcleos se sujetaron de manera inadecuada y se movieron, lo que produjo un grosor desigual de la pared de las coladas. El capataz de la fundición explicó que donde las orejetas se habían fundido imperfectamente; el metal que faltaba se añadió "ardiendo". Si una pieza presentaba oquedades u otros defectos de fundición considerados fallos menores, se rellenaban con 'huevo de Beaumont', un material del que el capataz tenía existencias con ese propósito.

#### Cómo se construyó el puente: gestión e inspección
El personal de la planta de producción de Gilkes fue heredado del contratista anterior. Bajo el ingeniero residente había siete subordinados, incluido un gerente de fundición. El gerente de fundición original se fue antes de que se fundieran la mayoría de las secciones de los pilares de las vigas altas. Su sustituto también supervisó la construcción del puente y no tenía experiencia previa en la supervisión de trabajos de fundición. Era consciente de que estaban reparando defectos con aportaciones de colada en caliente, pero el capataz le había ocultado el uso del huevo de Beaumont. Cuando se le mostraron defectos en las piezas fundidas del puente, dijo que no habría dado el visto bueno a las piezas de los pilares rellenadas para su uso, ni habría pasado perfiles con espesores de pared notablemente desiguales. Según su predecesor, el rellenado en caliente solo se había realizado en las piezas de los 'pilares de elevación' temporales, que se usaban para elevar las vigas de celosía a su lugar y no formaban parte de la estructura permanente del puente. Se siguieron las instrucciones del ingeniero residente, quien tampoco tenía demasiada experiencia en las técnicas de fundición y confiaba en el capataz.
Si bien las prácticas de trabajo eran responsabilidad de Gilkes, su contrato con el ferrocarril estipulaba que todo el trabajo realizado por el contratista estaba sujeto a la aprobación de la mano de obra por parte de Bouch. Por lo tanto, Bouch compartiría la culpa de cualquier trabajo defectuoso resultante en el puente terminado. El capataz de la fundición original, que había sido despedido por sus borracheras, atestiguó que Gilkes aprobaba personalmente las irregularidades en las primeras fundiciones: "El Sr. Gilkes, a veces una vez cada quince días y otras una vez al mes, golpeaba un perfil con un martillo, primero en un lado y luego en el otro, y solía repasar la mayoría de las piezas mediante la forma en que sonaban". Bouch había gastado más de 9000 libras en la inspección (su tarifa total era de 10.500 libras) pero no presentó ningún testigo que hubiera inspeccionado las piezas de fundición en su nombre. El propio Bouch se había levantado una vez a la semana mientras se cambiaba el diseño, pero "después, cuando se inició la construcción, no iba tan a menudo".
Bouch mantuvo su propio "ingeniero residente", William Paterson, quien se ocupó de la construcción del puente, sus accesos, la línea a Leuchars y el ramal a Newport, que también fue el ingeniero de la Estación General de Perth. Bouch declaró ante el tribunal que la edad de Paterson era "muy parecida a la mía" pero, de hecho, Paterson era 12 años mayor que Bouch y, en el momento de la investigación, sufría una parálisis y no podía prestar testimonio. Otro inspector designado más tarde estaba por entonces en Australia Meridional y tampoco pudo prestar testimonio. Los gerentes de Gilkes no podían responder por ninguna inspección de las piezas fundidas por parte de los inspectores de Bouch. El puente terminado había sido inspeccionado en nombre de Bouch para verificar la calidad del ensamblaje, pero eso fue después de que se pintó el puente (aunque aún antes de que se abriera el puente, y antes de que los pintores testigos estuvieran en él en el verano de 1879), lo que escondió cualquier grieta o signos de reparación en caliente (aunque el inspector dijo que, en cualquier caso, no reconocería esos signos a simple vista). Durante toda la construcción, Noble se había ocupado de los cimientos y de la mampostería.

#### "La evidencia de las ruinas"

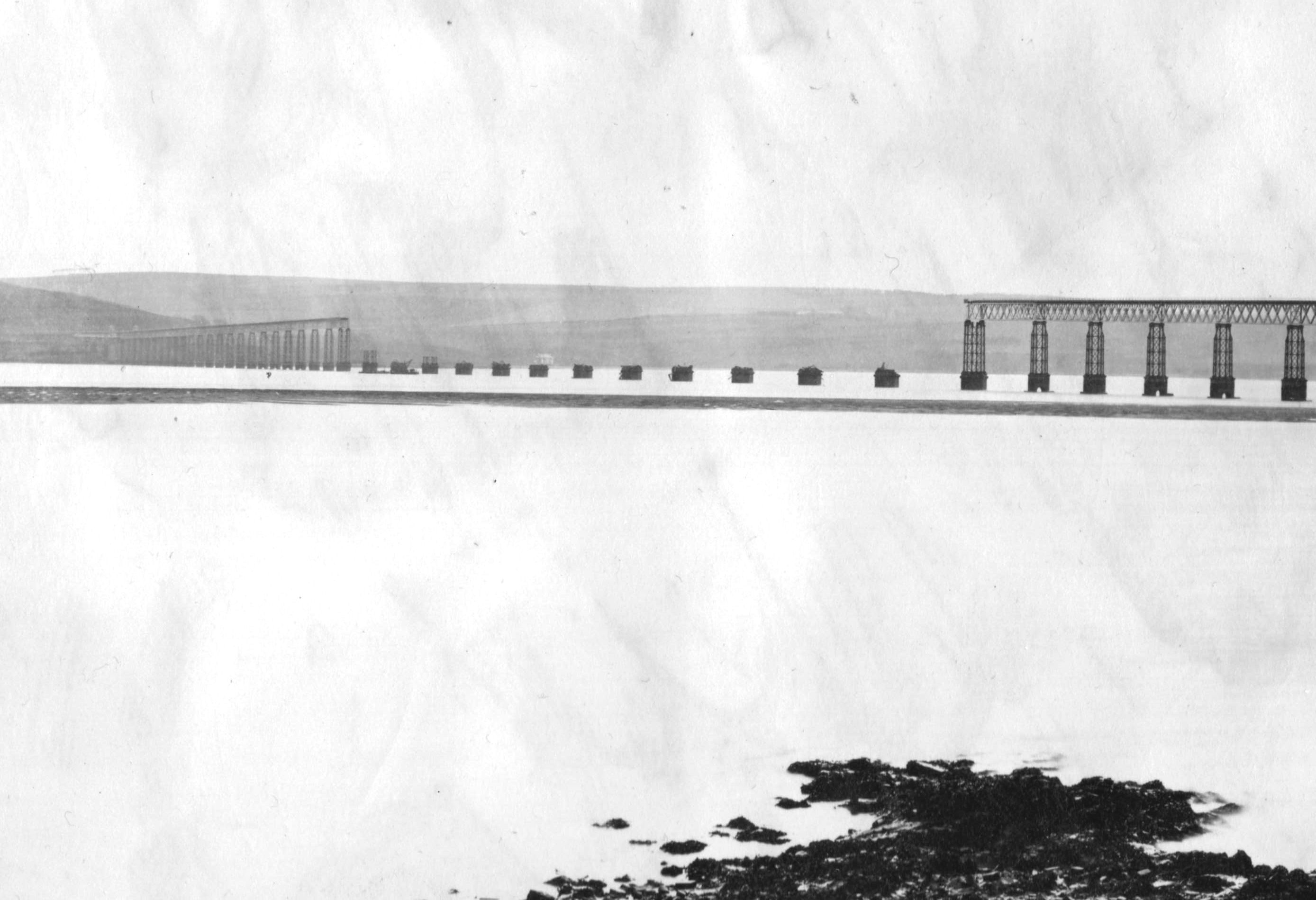
El puente tras su colapso

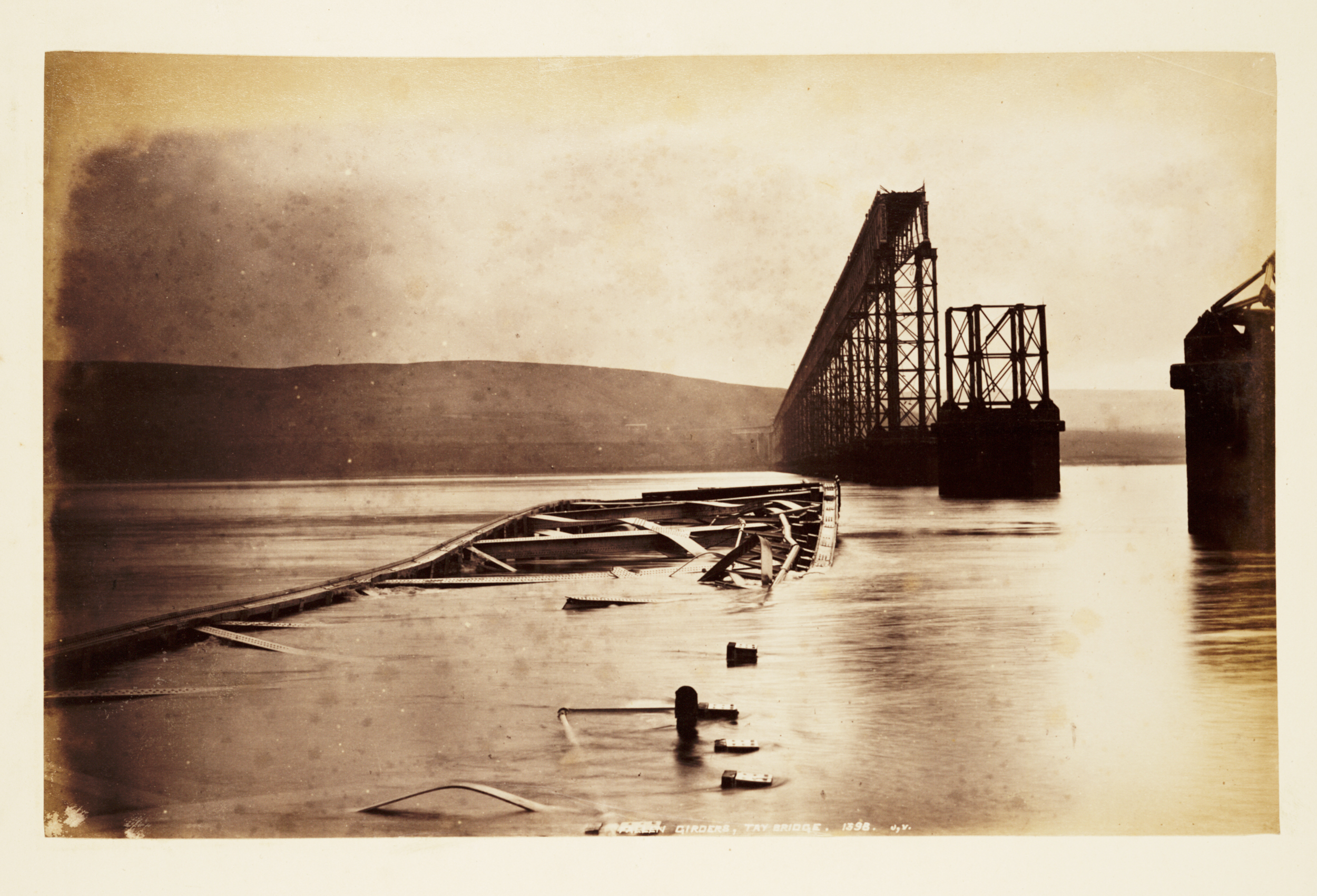
Celosías caídas del puente del Tay

Henry Law, que había examinado los restos del puente, informó sobre defectos de ejecución y en los detalles del diseño. Cochrane y Brunlees, que dieron testimonio más tarde, estuvieron de acuerdo en gran medida.
- Los pilares no se habían movido ni asentado, pero la mampostería de las bases mostraba poca adherencia entre la piedra y el cemento: la piedra se había dejado demasiado lisa y no se había mojado antes de agregar el cemento. Los pernos de anclaje, con los que se sujetaban las bases de los pilares, estaban mal diseñados y se insertaban en la mampostería con un diseño demasiado simple, sin suficiente agarre.[70]
- Las bridas de conexión entre las secciones de los pilares no estaban completamente enfrentadas (es decir, no se habían mecanizado para obtener superficies lisas y planas que encajaran perfectamente entre sí). Las espigas que deberían haber dado continuidad a una sección con la siguiente no siempre estaban presentes,[nota 18] y los pernos no llenaban los orificios correspondientes. En consecuencia, lo único que resistía el deslizamiento de una brida sobre otra era la acción de apriete de los pernos.[72] Este efecto de apriete se redujo debido a que las cabezas de los pernos y los remaches no disponían del espesor suficiente; algunos tenían rebabas de hasta 0,05 pulgadas (1,3 mm) (presentó un ejemplo). Este hecho mermó cualquier efecto de sujeción, ya que el uso de roblones en la junta de la base de un pilar y posteriormente se remacharan, quedarían más de 2 pulgadas (50,8 mm) de juego libre en la parte superior del pilar. Los piezas remachadas utilizadas eran anormalmente cortas y delgadas.[73]
- Los perfiles de los pilares tenían un espesor de pared desigual, tanto como 1/2 de pulgada (12,7 mm) de diferencia; a veces porque el núcleo se había movido durante la fundición, a veces porque las dos mitades del molde estaban desalineadas. Las piezas metálicas de pared delgada eran indeseables, tanto por su menor capacidad resistente intrínseca como porque (dado que se enfriaba más rápidamente) serían más vulnerables a la generación de defectos.

Aquí "(aportando una muestra)" hay un nódulo de metal frío que se ha formado. El metal, como era de esperar en la parte delgada, es muy imperfecto. Aquí hay un defecto que se extiende a través del grosor del metal. Aquí hay otro y aquí hay otro ... Se encontrará que todo el lado superior de este pilar se ajusta a esta descripción, completamente lleno de oquedades y cenizas. Aquí hay suficientes piezas para demostrar que estos defectos estaban muy extendidos.[74]

Bouch dijo que el grosor desigual era propio de una ejecución incorrecta, y que de haberlo sabido, habría tomado las medidas necesarias para moldear verticalmente las piezas, pero que aun así las consideraba seguras.[75]
- Las riostras horizontales de hierro del Canal no hacían tope correctamente con el cuerpo de los pilares; la separación correcta dependía de que los pernos estuvieran bien apretados (los comentarios anteriores sobre la falta de revestimiento también se aplicaron aquí). Debido a que los orificios en las orejetas no se perforaron previamente, su posición era solo aproximada y se habían instalado en obra algunos tirantes horizontales, dejando rebabas de hasta 3/16 de pulgada (4,8 mm).[74]
- En el arriostramiento diagonal, las chavetas se forjaron toscamente y se dejaron sin revestir, y eran demasiado pequeñas para soportar la fuerza de compresión que las barras de arriostramiento podían ejercer.[nota 19]
- En el pilar caído más al sur, a cada barra de enlace a la base se le había colocado una pieza de recubrimiento.[76]
- Los orificios de los tornillos de las orejetas se fundieron con forma cónica; en consecuencia, el contacto entre el perno y la orejeta se realizó mediante la rosca del perno que se apoyaba contra el borde afilado en el extremo exterior del orificio. El resalto quedaba aplastado fácilmente y permitía que se desarrollara el juego entre piezas, y la carga descentrada provocaba el fallo de las orejetas con cargas mucho más bajas que si el orificio fuera cilíndrico.[77] Cochrane agregó que los pernos se doblarían de forma permanentemente (aflojando el enlace de las barras de unión hasta el punto de que tuvieron que ser reforzadas mediante piezas de recubrimiento) con una carga aún menor que aquella a la que se deformarían las chavetas; había encontrado algunos pernos de barra de sujeción doblados como aparente confirmación.[78]
- El arriostramiento había fallado al ceder las orejetas; en casi todos los casos, las fracturas atravesaban los agujeros. Law no había visto evidencia de orejetas reparadas en caliente,[77] pero algunos fallos en las orejetas con fragmentos arrancados alrededor de los remaches, indicaban la utilización de piezas reparadas en caliente. Además, la pintura de los pilares intactos escondería cualquier evidencia de reparaciones en caliente.[79]
- En algunos pilares, las secciones de la base todavía estaban en pie; en otros, las secciones de la base habían caído hacia el oeste.[80] Cochrane notó que algunas jácenas caídas yacían encima de los pilares orientales, pero los pilares occidentales estaban encima de las vigas; por lo tanto, los ingenieros[80][81][82] coincidieron en que el puente se había roto antes de caer, no como consecuencia de su caída.
- Las marcas en el extremo sur de la viga alta más al sur indicaron que se había movido hacia el este aproximadamente unas 20 pulgadas (508 mm) con respecto al pilar antes de caer hacia el norte.[83]

#### Materiales del puente
David Kirkaldy sometió a ensayo muestras de los materiales del puente, tanto hierro fundido como forjado, al igual que varios pernos, tirantes y orejetas asociadas. Tanto el hierro forjado como el hierro fundido tenían buena resistencia, mientras que los pernos "tenían suficiente fuerza y hierro adecuado". Sin embargo, tanto las bridas como las orejetas fallaron con cargas de alrededor de 20 toneladas, muy por debajo de lo esperado. Tanto las cartelas como las orejetas se debilitaron debido a las altas tensiones locales donde los pernos las perforaban. Cuatro de las catorce orejetas probadas no estaban sólidamente fijadas, habiendo fallado con cargas inferiores a las esperadas. Algunas orejetas de la parte superior de los pilares duraron más que las de hierro forjado, pero las orejetas inferiores eran significativamente más débiles.

### Opiniones y análisis

#### Carga del viento

##### Carga de viento asumida en el diseño
Bouch había diseñado el puente, ayudado en sus cálculos por Allan Stewart. Después del accidente, Stewart había ayudado a William Pole con el fin de determinar lo que debería haber resistido el puente. Bajo la autoridad de Stewart, se asumió que el puente se diseñase para resistir una carga de viento de 20 libras por pie cuadrado (1 kPa) 'con el margen de seguridad habitual'. Bouch dijo que si bien se había discutido sobre adoptar 20 psf (1 kPa), se había guiado por el informe sobre el puente del Forth para asumir 10 psf (0,5 kPa) y, por lo tanto, no tenía en cuenta la carga de viento.
Se refería a los consejos dados por el Astrónomo Real, George Biddell Airy en 1873 cuando se le consultó sobre el diseño de Bouch para un puente colgante a través del Fiordo de Forth; considerando que presiones del viento tan altas como 40 psf (1,9 kPa) podrían encontrarse muy localmente, pero promediar sobre un intervalo de 1600 pies (487,7 m) 10 psf (0,5 kPa) sería una tolerancia razonable. Este consejo había sido respaldado por varios ingenieros eminentes. Bouch también mencionó el consejo dado por Yolland en 1869: que la Junta de Comercio no requería ningún subsidio especial para la carga de viento para luces inferiores a 200 pies (61,0 m), aunque señaló que este criterio era aplicable para el diseño de las vigas, pero no de los pilares.

##### Opiniones sobre la asignación de carga de viento
Se solicitaron datos a los científicos sobre el estado actual de los conocimientos sobre la carga del viento y a los ingenieros sobre su aplicación. Airy dijo que el consejo dado era específico para los puentes colgantes y el Forth; manifestó que era posible que una carga de 40 psf (1,9 kPa) actuara en todo un tramo del puente del Tay y ahora recomendaría diseñarlo para 120 psf (5,7 kPa) (es decir, 1,4 kPa con el margen de seguridad habitual). La presión más alta medida en el observatorio de Greenwich había sido de 50 psf (2,4 kPa); probablemente subiría más en Escocia.
Sir George Stokes estuvo de acuerdo con Airy en que las 'patas de gato', ondas en el agua producidas por ráfagas, podrían tener un ancho de varios cientos de yardas. Las mediciones estándar de la presión del viento eran de presión hidrostática, que tenía que corregirse con un factor de 1,4-2 para obtener la carga de viento total; con un viento de 60 millas por hora (96,6 km/h), esto sería 12,5 a 18 psf (0,6 a 0,9 kPa). Pole se refirió al trabajo de Smeaton, donde se decía que los vientos fuertes podrían generar del orden de 10 psf (0,5 kPa), con valores más altos recomendados para vientos de 50 mph (80,5 km/h) o superiores, con la salvedad de que estos valores eran menos seguros.
Brunlees no había tenido en cuenta la carga de viento en el viaducto de Solway porque los tramos eran cortos y bajos; si hubiera tenido que hacerlo, probablemente habría diseñado para 30 psf (1,4 kPa) con un margen de seguridad de 4-5 (limitando la resistencia del hierro). Tanto Pole como Law habían utilizado datos procedentes de un libro obra de Rankine. Law estuvo de acuerdo con Rankine en que la presión de viento más alta vista en Gran Bretaña fue de 55 psf (2,6 kPa) como la razón para diseñar a 200 psf (9,6 kPa) (es decir, 50 psf (2,4 kPa) con un factor de seguridad de 4); "En estructuras importantes, creo que se debe tomar el mayor margen posible. No conviene especular sobre si es una estimación justa o no". Pole lo había ignorado porque no se dio ninguna referencia; no creía que ningún ingeniero le prestara atención al diseñar puentes, y pensaba que 20 psf (1 kPa) era una asignación razonable, teniendo en cuenta que este valor era el que Robert Stephenson había asumido para el puente Britannia. Benjamin Baker dijo que diseñaría para 28 psf (1,3 kPa) con un margen de seguridad, pero en 15 años de observaciones aún no había visto que el viento derribara una estructura que resistiría 20 psf (1 kPa). Dudaba de las presiones de Rankine porque no era un experimentalista, se argumentó que los datos eran observaciones del profesor regio de Astronomía de la Universidad de Glasgow, y se puso en duda que el citado profesor tuviera el equipo necesario para tomar las correspondientes lecturas.

##### Análisis de Baker
Baker argumentó que la presión del viento en las vigas altas no había sido mayor que 15 psf (0,7 kPa), debido a la ausencia de daños en los elementos vulnerables de los edificios de Dundee y en las cabinas de señales situadas en el extremo sur del puente. La Investigación consideró que estos lugares estaban significativamente más protegidos y, por lo tanto, rechazó este argumento. El trabajo posterior de Baker sobre las presiones del viento en el emplazamiento del puente ferroviario de Forth demostró que los meteorólogos "estaban" sobreestimándolas, y en consonancia, el valor de 15 psf (0,7 kPa) podía haber sido una interpretación excesiva de los datos disponibles.

#### Opiniones sobre el diseño del puente
Law tuvo numerosas críticas sobre el diseño del puente, algunas de las cuales fueron repetidas por otros ingenieros:
- Pensó que los pilares deberían haber sido más anchos (tanto para contrarrestar el vuelco como para aumentar las fuerzas del componente horizontal que los tirantes podían soportar) y rectangulares (para aumentar el número de tirantes que resisten directamente las fuerzas laterales); por lo menos se deberían haber dispuesto refuerzos laterales entre las columnas más externas de los pilares.[102]
- Los orificios de las orejetas deberían haber sido perforados y las barras de unión aseguradas con pasadores que llenaran los orificios (en lugar de pernos).[73] Cochrane testificó que no le sorprendió que los agujeros de los pernos fueran cónicos. Señaló que los moldeadores eran conocidos por esta disposición, a menos que se insistiera sobre ello. Aun así, no se basaría en la supervisión o la inspección, haría que los agujeros fueran perforados o escariados para asegurarse de que fueran cilíndricos porque tenía una influencia importante en la estabilidad de la estructura.[103] Pole, llamado por el abogado de Bouch, estuvo de acuerdo.[104]
- Bouch dijo que si hubiera sabido que los agujeros eran cónicos, los habría hecho perforar o escariar.[63] Gilkes dijo que la fundición de los orificios de las orejetas cónicas se habría hecho "como una cuestión de rutina y, a menos que se hubiera llamado la atención sobre ello, no se consideraría entonces tan importante como lo pensamos ahora".[105]
- Las orejetas moldeadas tendían a generar fundiciones defectuosas (Cochrane dijo que había visto ejemplos en las ruinas del puente[103]) y habían impedido el revestimiento del lado exterior de las bridas.[102] Cochrane agregó que su uso significaba que las piezas de las columnas tenían que ser moldeadas horizontalmente en lugar de verticalmente, dando así fundiciones menos satisfactorias;[106] y, a menos que las orejetas se empaquetaran cuidadosamente durante el atornillado, podían dañarse o deformarse.[107]
- Para un pilar tan alto, Gilkes habría preferido algún otro medio de sujetar las ataduras a las columnas "sabiendo lo traicionero que es el hierro fundido, pero si un ingeniero me diera tal cosa para hacer, debería hacerlo sin dudarlo, creyendo que había repartido la fuerza correctamente".[105] Una carta de Bouch a Gilkes el 22 de enero de 1875 había señalado que Gilkes estaba "inclinado a preferir hacer las uniones de las columnas de metal iguales a las de Beelah y Deepdale".[108] Cuando Rothery le preguntó por qué se había apartado de la configuración de refuerzo en el viaducto de Belah, Bouch se había referido al cambio de opinión sobre la fuerza del viento; presionado por otras razones, dijo que los arriostramientos al estilo de la estructura del Belah "eran mucho más caros; y esto suponía un ahorro de dinero".[109]

#### Modelización del colapso del puente y conclusiones extraídas
Tanto Pole como Law habían calculado la carga de viento necesaria para volcar el puente del orden de 30 psf (1,4 kPa) (teniendo en cuenta los pernos que sujetaban las columnas de barlovento a la mampostería del pilar) y concluyeron que un viento suficientemente fuerte debería haber volcado el puente, en lugar de hacer que se rompiera. Pole calculó que la tensión en los tirantes con una carga de viento de 20 psf (1 kPa) era mayor que el valor del 'margen de seguridad habitual' de 5 toneladas por pulgada cuadrada, pero aun así solo la mitad de la tensión de fallo. También calculó la carga de viento necesaria para volcar el vagón más ligero del tren (el vagón de segunda clase), resultando menor que la necesaria para volcar el puente; mientras que Law, atribuyéndose el mérito de considerar más pasajeros en el vagón que Pole y que las vigas altas protegían parcialmente los vagones del viento, había llegado a la conclusión opuesta.

##### Law: las causas fueron la carga del viento, un diseño ineficiente y un control de calidad deficiente
Law concluyó que el puente, tal como se diseñó, si fuera perfecto en ejecución, no habría fallado de la manera en que lo hizo (Cochrane fue más allá; "estaría en pie ahora"). En sus cálculos asumieron que el puente era en gran medida como se diseñó, con todos los componentes en la posición prevista y los tirantes cargados de manera razonablemente uniforme. Si el puente había fallado con cargas de viento más bajas, esto era evidencia de que los defectos en el diseño y en la mano de obra habían provocado cargas desiguales, redujeron significativamente la resistencia del puente e invalidaron el cálculo. Por lo tanto

Considero que en tal estructura se debería haber determinado el grosor de las columnas, cada columna individual debería haber sido examinada y no ser aprobada hasta que no hubiera recibido la marca de la persona que la examinó como garantía de que había pasado bajo su inspección ...

Considero que cada perno debería haber sido un pasador fijo, y debería haber encajado en los orificios a los que se aplicó, que cada puntal debería haber tenido un pilar firme, que las juntas de las columnas deberían haber sido absolutamente fijas y sin movimientos, y que las piezas deberían haber sido ensambladas con precisión, piso a piso sobre el terreno y cuidadosamente marcadas y ensambladas correctamente de nuevo como habían sido instaladas previamente.

##### Pole: las causas fueron la carga del viento y el impacto de los vagones descarrilados
Pole sostuvo que el cálculo era válido; los defectos eran autocorregibles o tenían poco efecto, y debería buscarse alguna otra razón para el fallo. Fueron las orejetas de hierro fundido las que fallaron; el hierro fundido era vulnerable a las cargas de impacto, y la razón obvia de una carga de impacto en las orejetas era uno de los vagones que se volcó y chocó contra una viga del puente. Baker estuvo de acuerdo, pero sostuvo que la presión del viento no era suficiente para volcar un coche; el descarrilamiento fue favorecido por el viento mediante un mecanismo diferente o fue coincidente. La opinión de Bouch de que el daño causado por la colisión en la viga de celosía fue la única causa del colapso del puente encontró poco apoyo.

##### "¿El tren golpeó las vigas?"
El abogado de Bouch llamó a los testigos en último lugar; de ahí que sus primeros intentos de sugerir descarrilamiento y colisión se hicieron poco a poco en el contrainterrogatorio de testigos expertos, en su totalidad contrarios a los planteamientos de la defensa. Law "no había visto nada que indicara que los vagones se salieran de la vía" (antes del colapso del puente), ni tampoco Cochrane ni Brunlees. La evidencia física que se les presentó para defender el descarrilamiento y el impacto posterior de uno o más vagones con las vigas fue limitada. Se sugirió que los dos últimos vehículos (el coche de segunda clase y el furgón de frenos) que parecían más dañados fueron los descarrilados, pero (dijo Law) eran de construcción menos robusta y los otros vagones no salieron ilesos. Cochrane y Brunlees agregaron que ambos lados de los vagones sufrieron daños "muy parecidos".
Bouch señaló que los rieles y sus placas de asiento se rompieron en la viga que sostenía los dos últimos vagones; y que la caja de grasa del vagón de segunda clase se desprendió y terminó en el cordón inferior de la viga este, al pie de la plataforma en el lado este del coche que había sido completamente arrastrado. También hizo mención a las traviesas de madera rotas y a las marcas que mostraban el contacto con el techo del carruaje, y a una tabla con marcas de ruedas que había sido almacenada en Newport pero que lamentablemente luego se lavó. El asistente de Bouch dio evidencia de dos conjuntos de marcas de raspaduras horizontales (rasguños muy leves en el metal o pintura en las vigas) que coincidían con las alturas de los techos de los dos últimos vagones, aunque desconocía las alturas que afirmaba que coincidían. Al comienzo de una de estas abrasiones, la cabeza de un remache se había levantado y había astillas de madera alojadas entre una barra de unión y una placa de cubierta. Luego se mostraron pruebas de las marcas de las pestañas de las ruedas en las barras de unión en la quinta viga (al norte de los dos vagones más traseros), y la teoría de la "colisión con las vigas" se modificó debidamente para que todo lo que estaba por detrás del ténder hubiera descarrilado.
Sin embargo, (se argumentó en contra) las vigas habrían sido dañadas por su caída independientemente de su causa. Tuvieron que romperse con dinamita antes de que pudieran ser recuperadas del lecho del Tay (pero solo después de un intento fallido de levantar la viga crucial en una sola pieza, proceso que había roto muchas ataduras de vigas). El acoplamiento del ténder (que claramente no pudo haber chocado contra una viga) también se había encontrado en el cordón inferior de la viga este. Se aportaron dos tirantes marcados de la quinta viga; uno de hecho tenía tres marcas, pero dos de ellas estaban en la parte inferior. Dugald Drummond, responsable del material rodante del ferrocarril, examinó las pestañas de las ruedas y no encontró "magulladuras", como sería de esperar si hubieran destrozado las placas de asiento. Si la carrocería del coche de segunda clase hubiera golpeado algo a gran velocidad, habría sido "derribado a trompicones" sin afectar a la estructura inferior. Si la colisión con la viga este hubiera hecho girar el bastidor, habría presentado el lado este al furgón de frenos que se aproximaba, pero fue el lado oeste del bastidor el que resultó más dañado. Su estribo este no se había quitado; el coche nunca había tenido uno (a ambos lados). Las marcas de raspado estaban entre 6 y 7 pies (1,8 y 2,1 m) sobre el riel y 11 pies (3,4 m) sobre el mismo, y no coincidían con la altura del techo de los coches. Drummond pensaba que los coches no se habían salido de los rieles hasta después de que las vigas comenzaran a caer, ni tenía noticia de que un coche (liviano o pesado) nunca hubiera sido derribado por el viento.

### Hallazgos
Los tres miembros del tribunal no llegaron a un acuerdo para redactar un único informe, aunque hubo muchos puntos en común:

#### Factores contribuyentes
- Ni los cimientos ni las vigas tenían fallos.
- La calidad del hierro forjado, aunque no era la mejor, no fue un factor decisivo.
- El hierro fundido también era bastante bueno, pero presentaba algunos problemas de moldeo.
- La mano de obra y el montaje de los pilares eran defectuosos en muchos aspectos.
- El refuerzo transversal de los pilares y sus fijaciones eran demasiado débiles para resistir los fuertes vendavales. Rothery se quejó de que el refuerzo transversal no era tan fuerte o no estaba tan bien ajustado como en el viaducto de Belah;[132] Yolland y Barlow declararon que la relación peso/costo del refuerzo transversal era una fracción desproporcionadamente pequeña del peso/costo total de las piezas de hierro.[133]
- Hubo una supervisión insuficientemente estricta de la fundición de Wormit (una gran reducción aparente de la resistencia en el hierro fundido se atribuyó a que las fijaciones ejercían presión sobre los bordes de las orejetas, en lugar de actuar de manera ortogonal sobre ellas).[133]
- La supervisión del puente después de su finalización fue insatisfactoria; Noble no tenía experiencia en herrajes ni ninguna instrucción definida para informar sobre el estado de los herrajes.
- No obstante, Noble debería haber informado de las piezas de enlace sueltas.[nota 31] El uso de piezas de recubrimiento podría haber reforzado los pilares de una forma distorsionada.
- El límite de 25 millas por hora (40,2 km/h) no se había aplicado, y se excedía con frecuencia.

Rothery agregó que, dada la importancia para el diseño del puente de las perforaciones de prueba que mostraban un lecho rocoso poco profundo, Bouch debería haberse esforzado más y haber examinado las muestras él mismo.

#### "Verdadera causa de la caída del puente"
Según Yolland y Barlow "la caída del puente fue ocasionada por la insuficiencia de los travesaños y fijaciones para sostener la fuerza del vendaval de la noche del 28 de diciembre de 1879 ... el puente había sido previamente tensado por otros vendavales" .
Rothery estuvo de acuerdo, preguntando "¿Puede haber alguna duda de que lo que provocó el derrumbe del puente fue la presión del viento que actuaba sobre una estructura mal construida y mal mantenida?"

### Diferencias sustanciales entre informes
Yolland y Barlow también observaron la posibilidad de que el fallo se debiera a la fractura de una columna situada a sotavento. Rothery consideró que las sobrecargas previas que afectaron al puente fueron causadas "en parte por vendavales anteriores, en parte por la gran velocidad a la que se permitió que los trenes que iban hacia el norte pasaran por las vigas altas": si el impulso de un tren a 25 millas por hora (40,2 km/h) golpeando las vigas pudiera causar la caída de las celosías del puente, ¿cuál debe haber sido el efecto acumulativo del frenado repetido de los trenes a 40 millas por hora (64,4 km/h) en el extremo norte del puente? Por lo tanto, concluyó, con el apoyo de pruebas circunstanciales, que el puente bien podría haber fallado en el extremo norte primero; y rechazó explícitamente la afirmación de que el tren había golpeado las vigas antes de que se cayera el puente.
Yolland y Barlow concluyeron que el puente había fallado primero en el extremo sur; y no manifestaron ninguna opinión explícita sobre si el tren había chocado contra las vigas o no. En cambio, hicieron constar que, aparte del propio Bouch, los testigos del propio Bouch afirmaron/admitieron que el fallo del puente se debió a una carga de choque sobre las orejetas muy tensadas por la carga del viento. Su informe, por lo tanto, es coherente con la opinión de que el tren no había chocado contra la viga o con la opinión de que un puente con un refuerzo transversal que ofreciera un margen de seguridad adecuado contra la carga del viento habría sobrevivido a un tren que chocó contra la viga.
Yolland y Barlow señalaron que "no existe ningún requisito emitido por la Junta de Comercio con respecto a la presión del viento, y no parece haber ninguna regla entendida en la profesión de ingeniería con respecto a la presión del viento en las estructuras ferroviarias; por lo tanto, recomendamos que la Junta de Comercio debería tomar los pasos que puedan ser necesarios para el establecimiento de reglas para ese propósito". Rothery disintió, opinando que los propios ingenieros debían llegar a una 'regla entendida', como la regla francesa de 55 psf (2,6 kPa) o los 50 psf (2,4 kPa) de Estados Unidos.

#### Diferencias de enfoque entre informes
El informe en minoría de Rothery es más detallado en su análisis, más dispuesto a culpar a los individuos nombrados y más citable, pero el informe oficial de la corte es relativamente breve y firmado por Yolland y Barlow. Rothery dijo que sus colegas se habían negado a unirse a él en la asignación de culpas, con el argumento de que esto estaba fuera de sus términos de referencia. Sin embargo, las investigaciones anteriores de la Sección 7 claramente se habían sentido libres de culpar (accidente ferroviario de Thorpe) o exculpar (accidente ferroviario de Shipton-on-Cherwell) a personas identificables según se considerara oportuno, y cuando el abogado de Bouch consultó con Yolland y Barlow, ambos negaron estar de acuerdo con Rothery en afirmar que "por estos defectos tanto en el diseño, la construcción y el mantenimiento, Sir Thomas Bouch es, en nuestra opinión, el principal culpable".

## Consecuencias

### Consultas según la Sección 7
No se llevaron a cabo más investigaciones judiciales en virtud de la Sección 7 de la Ley de Reglamentación de Ferrocarriles de 1871 hasta que el accidente ferroviario de Hixon en 1968 puso en tela de juicio tanto la política de la Inspección de Ferrocarriles respecto a los pasos a nivel automatizados como a la gestión del Ministerio de Transporte (el departamento gubernamental matriz de la Inspección) del traslado de cargas anormales. Se consideró necesaria una investigación judicial de la Sección 7 para obtener el grado requerido de independencia. La estructura y los términos de referencia se definieron mejor que para la investigación de puente del Tay. Brian Gibbens, QC, contó con el apoyo de dos asesores expertos y realizó conclusiones sobre culpa/responsabilidad, pero no sobre responsabilidad/culpabilidad.

### Comisión de Presión del Viento (Estructuras Ferroviarias)
La Junta de Comercio estableció una comisión de 5 personas (Barlow, Yolland, Sir John Hawkshaw, Sir William George Armstrong y Stokes) para considerar qué carga de viento se debía asumir al diseñar puentes ferroviarios.
Las velocidades del viento se midieron normalmente en 'millas recorridas en una hora' (es decir, la velocidad del viento promedió durante una hora), por lo que fue difícil aplicar la tabla de Smeaton que relacionaba la presión generada por el viento con su velocidad instantánea
{\displaystyle P_{t}=0.005(V_{t})^{2}\,}
donde:
{\displaystyle P_{t}}es la presión instantánea del viento (en libras por pie cuadrado)
{\displaystyle V_{t}}es la velocidad instantánea del aire en millas por hora
Al examinar las presiones y velocidades del viento registradas en el Observatorio de Bidston, la comisión encontró que para vientos fuertes la presión del viento más alta podría representarse de manera muy justa, por
{\displaystyle P_{m}=0.01(V_{h})^{2}\,}
donde:
{\displaystyle P_{m}}es la presión de viento instantánea máxima experimentada (libras por pie cuadrado)
{\displaystyle V_{h}}son las 'millas recorridas en una hora' (velocidad media del viento en una hora) en millas por hora
Sin embargo, recomendaron que las estructuras se diseñasen para soportar una carga de viento de 56 psf (2,7 kPa), con un factor de seguridad de 4 (2 cuando la resistencia del puente se fiaba a la gravedad). Observaron que se habían registrado presiones de viento más altas en el Observatorio Bidston, pero que aún darían cargas dentro de los márgenes de seguridad recomendados. Las presiones del viento reportadas en Bidston probablemente eran anormalmente altas debido a las peculiaridades del lugar (uno de los puntos más altos en el Wirral.): una presión de viento de 30 a 40 psf (1,4 a 1,9 kPa) volcaría los vagones de ferrocarril y tales eventos eran una rareza. Para dar un ejemplo posterior, bien documentado, en 1903 un tren estacionado fue volcado en el viaducto de Levens, pero esto fue por un 'terrible vendaval' medido en Barrow-in-Furness con una velocidad promedio de 100 millas por hora (160,9 km/h), con ráfagas estimadas de 120 millas por hora (193,1 km/h).

### Puentes

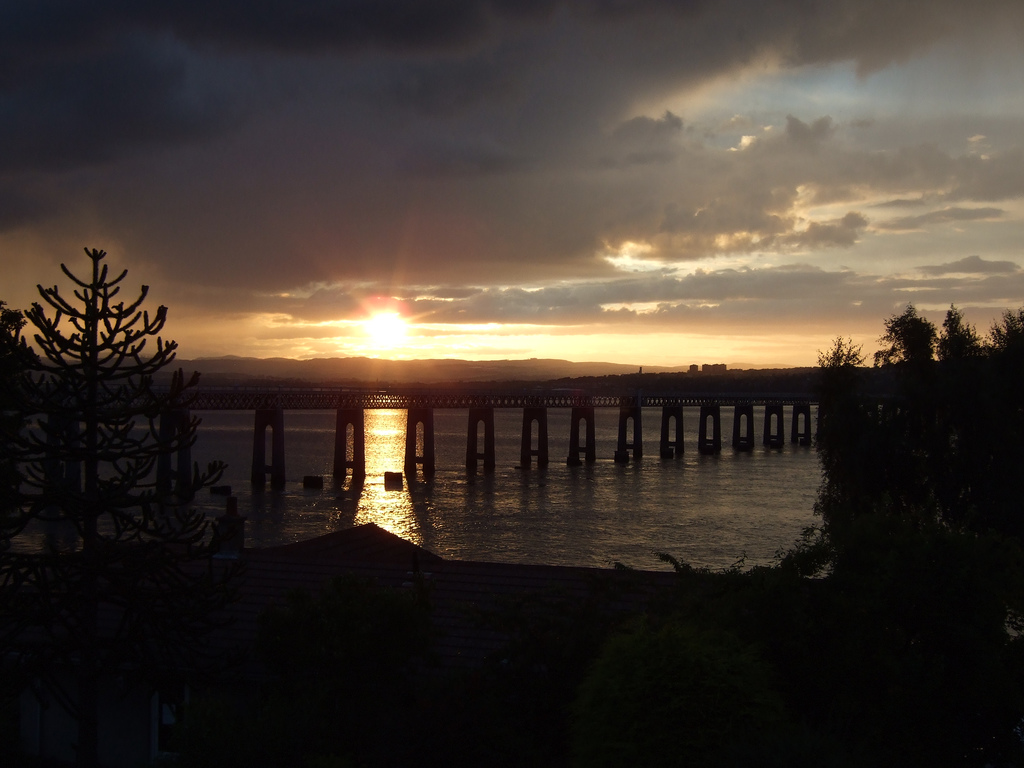
El actual Puente ferroviario del Tay al anochecer, con la mampostería de uno de los pilares de Bouch recortada contra el agua iluminada por el sol

El Ferrocarril Británico del Norte construyó un nuevo puente ferroviario del Tay de doble vía, diseñado por Barlow y construido por William Arrol & Co. de Glasgow, situado unos 18 metros (19,7 yd) aguas arriba y paralelo al puente original. El trabajo comenzó el 6 de julio de 1883 y el puente se inauguró el 13 de julio de 1887. Sir John Fowler y Sir Benjamin Baker diseñaron el puente de Forth, construido (también por Arrols) entre 1883 y 1890. Baker y su colega Allan Stewart recibieron el mayor crédito por el diseño y la supervisión de los trabajos de construcción. El puente del Forth tenía un límite de velocidad de 40 mph, que no siempre se observó adecuadamente.
Bouch también había sido ingeniero del Ferrocarril Británico del Norte, Arbroath y Montrose, que incluía un viaducto de hierro sobre el Esk Sur. Examinado de cerca después del colapso del puente del Tay, el viaducto construido no coincidía con proyecto, y muchos de los pilares estaban notablemente fuera de la perpendicularidad de diseño. Se sospechaba que la construcción no había sido supervisada adecuadamente: los pilotes de cimentación no se habían clavado con suficiente profundidad o firmeza. Las pruebas realizadas en 1880 durante un período de 36 horas utilizando cargas tanto de peso muerto como de material rodante permitieron llegar a la conclusión de que la estructura se desplazaba seriamente y ocho de los pilares fueron declarados inseguros. Condenando la estructura, el Coronel Yolland también expresó su opinión de que "los pilares construidos con columnas de hierro fundido de las dimensiones utilizadas en este viaducto no deberían ser aprobados en el futuro por la Junta de Comercio". Tuvo que ser desmantelado y reconstruido por Sir William Arrol, adoptando un diseño de W. R. Galbraith antes de que la línea pudiera abrirse al tráfico en 1881. El puente de Redheugh de Bouch construido en 1871 fue inhabilitado en 1896, y el ingeniero estructural dijo más tarde que el puente habría volado si alguna vez hubiera visto cargas de viento de 19 psf (0,9 kPa).

### Recuerdos del accidente

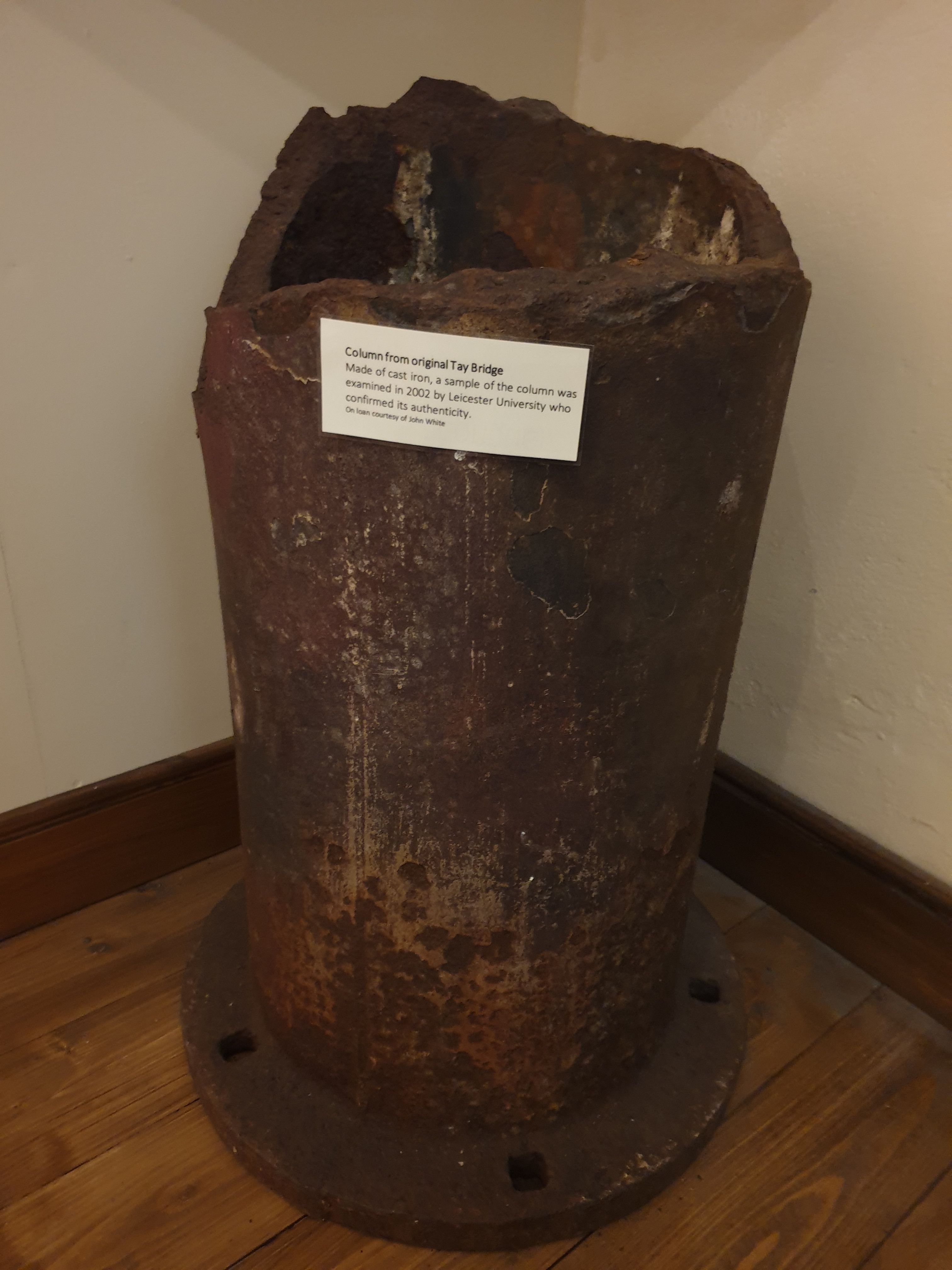
Una columna recuperada del puente

La locomotora, la NBR no. 224, una 4-4-0 diseñada por Thomas Wheatley y construida en los Talleres de Cowlairs en 1871, fue rescatada y reparada, permaneciendo en servicio hasta 1919, con el apodo de "The Diver" (La Clavadista, alguien que se zambulle de cabeza). Muchos maquinistas supersticiosos se mostraron reacios a cruzar por el puente nuevo. Los tocones de los pilares del puente original todavía son visibles sobre la superficie del Tay. Se han colocado monumentos en cada extremo del puente en Dundee y Wormit.
Una columna del puente se exhibe en el Museo de Dundee del Transporte.
El 28 de diciembre de 2019, la Dundee Walterfronts Walks organizó una caminata de recuerdo para conmemorar el 140 aniversario del desastre del puente del Tay.

## Reinterpretaciones modernas
Se han presentado varias pruebas adicionales en los últimos 40 años, lo que ha llevado a reinterpretaciones de "ingeniería forense" de lo que realmente sucedió.

## Obras literarias sobre el desastre
- Wikisource contiene obras originales de o sobre Desastre del puente del Tay.

El desastre inspiró varias canciones y poemas, el más famoso escrito por William McGonagall. El poema, titulado The Tay Bridge Disaster, es ampliamente considerado de tan baja calidad, que resulta hasta cómico. El poeta alemán Theodor Fontane, conmocionado por la noticia, escribió su poema Die Brück’ am Tay. Se publicó solo diez días después de que sucediera la tragedia. A su vez, la balada de C. Horne "In Memory of the Tay Bridge Disaster" se publicó como un broadside en mayo de 1880. Describe el momento del desastre como:

The train into the girders came,

And loud the wind did roar;

A flash is seen-the Bridge is broke-

The train is heard no more.

"The Bridge is down, "the Bridge is down,"

in words of terror spread;

The train is gone, its living freight

Are numbered with the dead.
El tren entre las vigas vino,

Y el viento rugió fuerte;

Se ve un destello, el puente está roto

Ya no se oye el tren.

"El puente está caído", el puente está caído "

en palabras de terror propagadas;

El tren se ha ido, su carga viva

Están numerados con los muertos.